# Le Slip français
Le Slip français est une entreprise française créée en 2011 qui distribue, principalement en ligne, des sous-vêtements et accessoires. La marque base sa communication sur la tendance du made in France, vantant la production 100 % française de ses produits. Elle lance en 2013 son « slip qui sent bon » afin de provoquer un buzz.
Le tricotage des fils et la confection sont réalisés sur une dizaine de sites situés en France. Le dessin des produits, les boîtes d'emballage, les étiquettes sont également faits en France.
En juillet 2020, le Slip français adopte le statut d'entreprise à mission. Sa mission d'impact social et environnemental est dorénavant inscrite dans ses statuts.
Accusée de racisme et d'homophobie en 2020, l'entreprise annonce en février 2021 son nouveau partenariat avec La Fabrique nomade, une association visant à favoriser l'insertion de réfugiés et de migrants en France.

## Historique

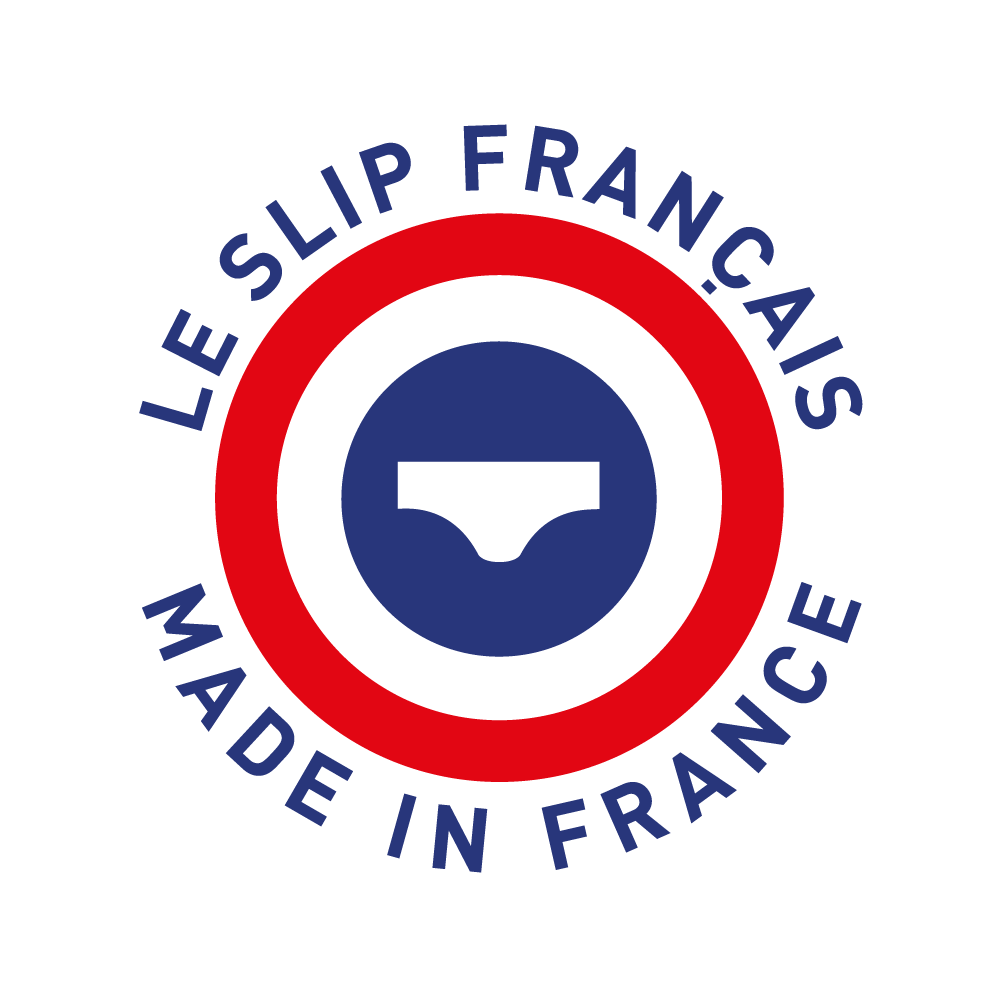
Logo de Le Slip français en 2012

Le Slip français voit le jour en 2011 lorsque son fondateur, Guillaume Gibault (issu d'une famille d'entrepreneurs qui possédait notamment le cinéma parisien La Pagode), qui est alors un jeune diplômé de 25 ans issu d'HEC Paris, voit l’un de ses amis lui lancer un pari : vendre des slips. Guillaume Gibault accepte et décide de passer une première commande de six cents slips auprès d’un fabricant français : la marque est née en septembre de cette année là.
Les ventes de cette première commande ont permis à la marque de développer des partenariats avec de nouveaux fabricants. Aussi a-t-il étendu sa gamme de produits en lançant en mars 2017 sa première collection pour femme, ainsi que des vêtements symboles de la culture et du savoir-faire français comme les charentaises ou les marinières.
La communication de l'entreprise s'effectue essentiellement par l'intermédiaire des réseaux sociaux (Facebook, Twitter), et vise à adopter un ton décalé. Par exemple, la marque a détourné les affiches de campagne des candidats à l’élection présidentielle de 2012, dont celle de François Hollande.
En mars 2013, le fondateur Guillaume Gibault décide de lancer le « slip qui sent bon ». Ce projet a été financé grâce à la plateforme de financement participatif My Major Company. En l’espace de trois mois, la marque a pu collecter environ 23 000 euros. La particularité de ce slip est qu’il incorpore des micro-capsules de parfum, lesquelles libèrent leur odeur lorsqu'elles entrent en contact avec la peau. Le « slip qui sent bon » peut diffuser son parfum jusqu’à trente lavages.
Le 24 octobre 2016, Experienced Capital annonce son entrée, à hauteur de 36,5 %, au capital de la société Le Slip français. 
Fin 2023, Léa Marie, ancienne responsable de l'Institut français du textile et de l'habillement, puis responsable industrielle de la marque, en devient la directrice générale. 
En avril 2024, la marque annonce réduire ses tarifs en lançant une nouvelle gamme, passant de 40 euros le slip ou boxer à 25 euros afin d'attirer le consommateur moins fortuné. Pour réussir cette transition, elle fait le pari d'augmenter le volume de production, passant de 5 à 10 000 pièces à 400 000.

## Produits
La ligne de produits s'est étendue et diversifiée : au départ, la marque ne vendait que des slips pour homme, bleus, blancs, ou rouges, comme une allusion au drapeau français. La gamme s'est ensuite élargie à d'autres couleurs et d'autres types de vêtements et propose une gamme de vêtements complète (vêtements, sous-vêtements, chaussants, vêtements d'intérieur, maillots de bain). La marque produit des vêtements aussi bien pour homme que pour femme.

## Production
La contrainte de la marque est de faire produire des sous-vêtements 100 % made in France, c’est pourquoi tout le processus de production des produits se déroule en France,. Avant 2025, la marque ne possède pas d’usine : la fabrication est externalisée. Le processus de fabrication se décompose ainsi :
- Le Slip français commande tous les matériaux qui composent un slip (tissu, élastique, étiquettes…) auprès de différents fournisseurs ;
- les matériaux sont livrés dans une usine de confection textile ;
- une fois assemblé, le produit est envoyé chez un autre prestataire chargé de la finition (broderie de la cocarde, mise en boîte, …).

À ses débuts, l’entreprise ne traitait qu’avec une seule usine de confection, celle de Saint-Antoine-Cumond, en Dordogne. Par la suite, la marque coopère avec plus d'une dizaine de fabricants, puis une quarantaine, profitant de savoir faire locaux de l'industrie textile française, même si un manufacturier du Nord, Lemahieu, fabriquait la majorité de la production. Cette évolution est liée au développement de la gamme des produits, ainsi qu’à une demande croissante. 
Cependant, en 2024, suite à deux années difficiles, la marque décide d'abandonner le prêt-à-porter pour se concentrer sur son cœur de métier : sous-vêtements, pyjamas, chaussons, chaussettes. Pour réduire ses coûts et baisser ses tarifs de vente, elle ouvre sa propre usine à Aubervilliers début 2025, avec pour objectif d'y produire 30 à 40 % de ses pièces. 

## Distribution
Internet est la pierre angulaire du modèle économique de la marque. La majeure partie des produits est vendue en ligne. Selon le fondateur : « Ce qui coûte cher, c’est d'entrer dans les circuits de distribution classiques. Si tu fabriques plein de produits et que tu les vends par internet, ça coûte moins cher. Ce qui coûte cher, c’est d’avoir des boutiques et donc des marges à payer. » Cela permet à la marque de faire des économies de distribution car internet offre la possibilité de vendre ses produits directement auprès des clients, et donc de contourner le système traditionnel constitué par les distributeurs et des revendeurs. Le choix des produits, s'achetant généralement sans essayages et ne nécessitant pas de collections annuelles adaptées à la mode du moment, facilite ce commerce.
Outre les ventes par internet, nettement majoritaires, la marque distribue ses produits dans des boutiques. En 2013, elle comptait une trentaine de points de vente et a ouvert sa propre boutique à Paris en octobre 2014. En 2017, le Slip français ouvre trois nouvelles boutiques. Fin 2018 le Slip Français compte 16 établissements.
Par la suite, la marque ferme la plupart de ses boutiques en nom propre, trop « difficiles à rentabiliser » : en 2025, il n'en reste que 5. En parallèle, elle s'ouvre à un nouveau canal de distribution : les hypermarchés Monoprix et Carrefour. 

## Modèle économique

### Usage des réseaux sociaux
La marque utilise abondamment les réseaux sociaux afin de communiquer et interagir avec ses clients. Elle utilise l'humour potache en vue de s'attirer des retours positifs, détournant l’actualité ou faisant des blagues afin d’éveiller la curiosité du public (clients, webmagazines…) et rendre la marque sympathique[réf. nécessaire].
En 2012, la marque lançait ainsi une campagne vidéo intitulée Le changement de slip, c’est maintenant, un détournement de la campagne présidentielle française de 2012. Selon Guillaume Gibault, l’usage d’internet et plus particulièrement des réseaux sociaux est la clé pour être remarqué sur le marché.

### Collaborations
En 2013, Le Slip français a collaboré avec la marque de sous-vêtements féminins Princesse tam.tam, pour le développement d’un ensemble de sous-vêtements pour homme et femme lors de la Saint-Valentin. Son succès est d’ailleurs mesurable sur les comptes Facebook des deux entreprises. En mai de la même année, la marque française a de nouveau lancé des produits co-marqués avec Claudie Pierlot. Cette même année toujours, l'entreprise s'associe avec la marque Agnès b. pour une série de boxers pour homme. En 2014, elle collabore avec Saint James pour la production de maillots de bain, espadrilles et sacs à dos, ainsi qu'avec Vuarnet, pour une gamme de slips, bandeaux et bonnets. Ces collaborations font partie de la stratégie de développement de la marque qui réitère plus tard avec Olivier Rousteing,. Par la suite elle collabore avec 1083.

## Chiffres clés
À l'issue de sa première commande, le chiffre d'affaires est de 40 000 euros, ce qui permet réellement à l'entreprise d'acquérir sa légitimité et trouver des fournisseurs nationaux. En 2012, le chiffre d’affaires du Slip français est de 282 200 euros. Guillaume Gibault espère que ses ventes atteindront le million d’euros pour 2013.
Dans les années 2010, environ les trois-quarts des ventes sont réalisées par internet, le reste des ventes s’effectuant dans les boutiques,. Depuis 2012, le chiffre d'affaires est en expansion.
En 2015, le CA est de 3,6 millions d'euros, 8 millions d'euros en 2016 puis supérieur à 13 millions d'euros en 2017, mais pour une perte de 843 000 € cette année là. L'année suivante, le chiffre d'affaires est de 21 millions d'euros pour une perte de 1 100 000 €. Ce sont alors plus d'un demi-million de pièces qui sont vendus par la marque, avec une clientèle presque uniquement masculine. 
|                                           | 2014  | 2015  | 2016    | 2017   | 2018    | 2019   |
| ----------------------------------------- | ----- | ----- | ------- | ------ | ------- | ------ |
| Chiffre d'affaires en milliers d'euros    | 1 530 | 3 597 | 7 813   | 13 145 | 20 760  | 24 500 |
| Résultat net en milliers d'euros (pertes) | - 209 | - 784 | - 1 844 | - 843  | - 1 107 | -1200  |
| Effectif moyen annuel                     | 5     | 20    | 30      | nc     | nc      | 120    |

## Polémiques et controverses
En janvier 2020, la réputation de la marque est entachée lors de la publication d’une vidéo considérée comme raciste réalisée lors d'une soirée privée en octobre 2019 où apparaissent une employée de la société DS Techeetah et deux employés du Slip français. Dans cette vidéo, l'auteure est grimée (blackface) et imite des danses traditionnelles africaines. Le responsable acquisition de l'entreprise est vêtu d'un costume de singe et imite des cris de singe. L'entreprise met à pied à titre conservatoire les employés concernés, le magazine Challenges précisant qu'un salarié ne peut pas faire l'objet de sanctions disciplinaires pour un motif lié à sa vie privée.
Lors de cette affaire, un reportage vidéo de France 3 datant de 2013 refait surface. Le fondateur de l’entreprise, Guillaume Gibault y tient des propos homophobes : « C'est pas des petits pédés ! ». Ce dernier présente alors ses excuses dans un article de Têtu.
Depuis ces faits, la marque travaille pour plus d’inclusion et de diversité dans son entreprise et dans l'écosystème des start-ups avec par ailleurs la création du mouvement #TechYourPlace. Celui-ci vise notamment à accompagner les start-up vers un recrutement plus inclusif et diversifié.
En février 2021, Le Slip français annonce un partenariat avec La Fabrique Nomade, une association visant à favoriser « l'insertion des couturiers réfugiés et migrants », à qui l'entreprise reverse par ailleurs, chaque dernier vendredi du mois, 5% de ses ventes. L'initiative crée rapidement un tollé dans les milieux d'extrême-droite, relayé par Damien Rieu et le journal Valeurs actuelles. Sur les réseaux sociaux, apparaissent notamment les hashtags #LeSlipMigrant et #BoycottLeSlipFrancais.

## Pour approfondir